# Christian Goldbach
Christian Goldbach (Königsberg, Brandemburgo-Prússia, 18 de março de 1690 — Moscou, 20 de novembro de 1764) foi um matemático prussiano.

## Vida e obra
Filho de um pastor, Goldbach estudou legislação e matemática. Viajou por toda a Europa e conheceu pessoalmente muitos matemáticos famosos, incluindo Leibniz, Leonhard Euler e Nicolau I Bernoulli. Muito pouco se sabe sobre sua juventude e sua vida antes de seu ingresso para lecionar na Academia das Ciências de São Petersburgo. Goldbach começou a trabalhar lá quando tinha apenas sido fundada a academia, em 1725. Lá tornou-se tutor do czar Pedro II.
Ficou conhecido por corresponder-se com estes e com matemáticos como Leonhard Euler, com quem discutiu longamente sobre sua conjectura sobre somas de números primos.
Goldbach escreveu vários documentos em apoio das suas teorias matemáticas e as conclusões. No entanto, poucos trabalhos de matemática encontrou seu benefício significativo.
Em 1742 Christian Goldbach entrou para o corpo do Ministério dos Negócios Estrangeiros Russo.
Goldbach é reconhecido por suas contribuições à resolução de problemas no domínio da matemática. É conhecido pela conjectura de Goldbach.
Goldbach solicitava a Euler para testar suas teorias e problemas matemáticos. Esse fato às vezes passa por incompreensível, visto que Goldbach foi bastante eficaz como matemático. Acredita-se que Christian Goldbach tinha a matemática mais como uma atividade recreativa e de passatempo. Parte de sua obra foi deixada incompleta quando morreu.

## Obras
- De transformatione serierum (1729)
- De terminis generalibus serierum (1732)